# Ямадорі

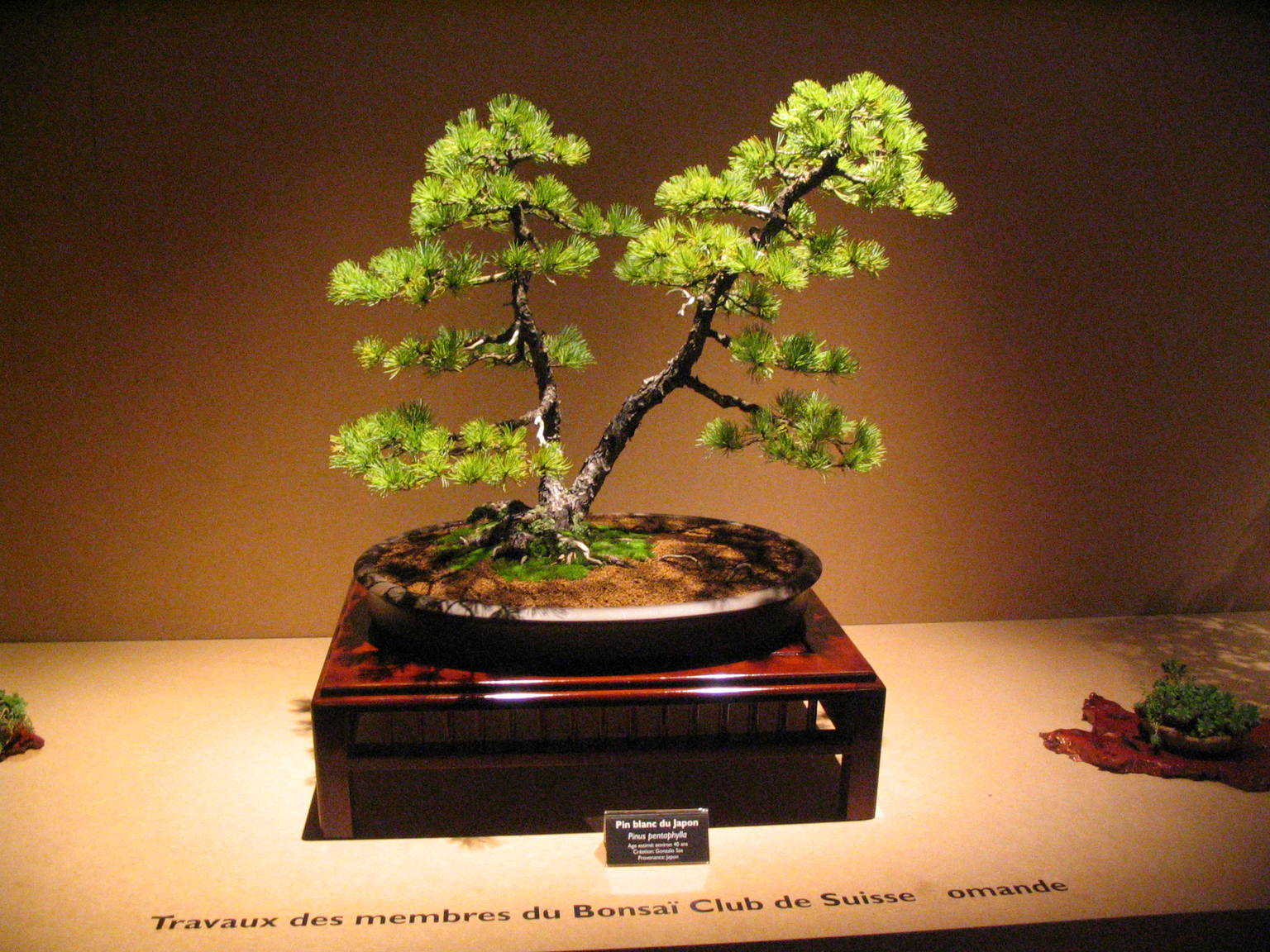
Ямадорі - сосна

Ямадорі (англ. yamadori) — дерева, вилучені з їхнього природного середовища (лісу, степу, поля, тощо) з метою подальшого перетворення їх у бонсай. Найголовнішим у процесі отримання ямадорі є три чинники: період, в який викопується дерево, досвід майстра і особливості дерева.
Для ямадорі підходить:
- сосна
- ялина
- ялівець
- клен
- азалія
- рододендрон